# Spoorlijn Mödrath - Rommerskirchen
De spoorlijn Mödrath - Rommerskirchen is een spoorlijn van Mödrath naar Rommerskirchen in de Duitse deelstaat Noordrijn-Westfalen. De spoorlijn is als lijn 2601 onder beheer van DB Netze.

## Geschiedenis
Het traject werd door de Bergheimer Kreisbahn geopend tussen 1896 en 1904. In 1940 werd de lijn tussen Mödrath en Horrem verlegd en in 1956 nogmaals bij de opening van het nieuwe station Mödrath. In verband met dagbouw werd het gedeelte tussen de aansluiting Martinswerk en Niederaussem opgebroken in 1971. Tegelijkertijd werd het personenverkeer tussen Niederaussem en Rommerskirchen opgeheven. Sinds het stilleggen van het personenverkeer tussen Mödrath en Horrem is dat er alleen nog tussen Horrem en Martinswerk.

## Treindiensten
| Serie | Treinsoort                  | Route                                                                               | Bijzonderheden |
| ----- | --------------------------- | ----------------------------------------------------------------------------------- | -------------- |
| RB 38 | Regionalbahn (DB Regio NRW) | Köln Messe/Deutz – Köln Hbf – Quadrath-Ichendorf – Bergheim (Erft) – Bedburg (Erft) | Erft-Bahn      |

## Aansluitingen
In de volgende plaatsen is of was er een aansluiting op de volgende spoorlijnen:
Mödrath
DB 2605 spoorlijn tussen Mödrath en Nörvenich
DB 2606 spoorlijn tussen Erftstadt en Mödrath
DB 2607 spoorlijn tussen Benzelrath en Mödrath
Horrem
DB 2600 spoorlijn tussen Keulen en Aken
DB 2602, spoorlijn tussen Horrem W4 en Horrem W89
DB 2622 spoorlijn tussen Keulen en Düren
aansluiting Martinswerk
DB 2581 spoorlijn tussen Bedburg en de aansluiting Martinswerk
Niederaussem
DB 2604 spoorlijn tussen Bergheim en Niederaussem
lijn tussen Auenheim en Hambach
Rommerskirchen
DB 2611 spoorlijn tussen Keulen en Rheydt
DB 2619 spoorlijn tussen Rommerskirchen en Holzheim